# Liga de Campeones (voleibol masculino)

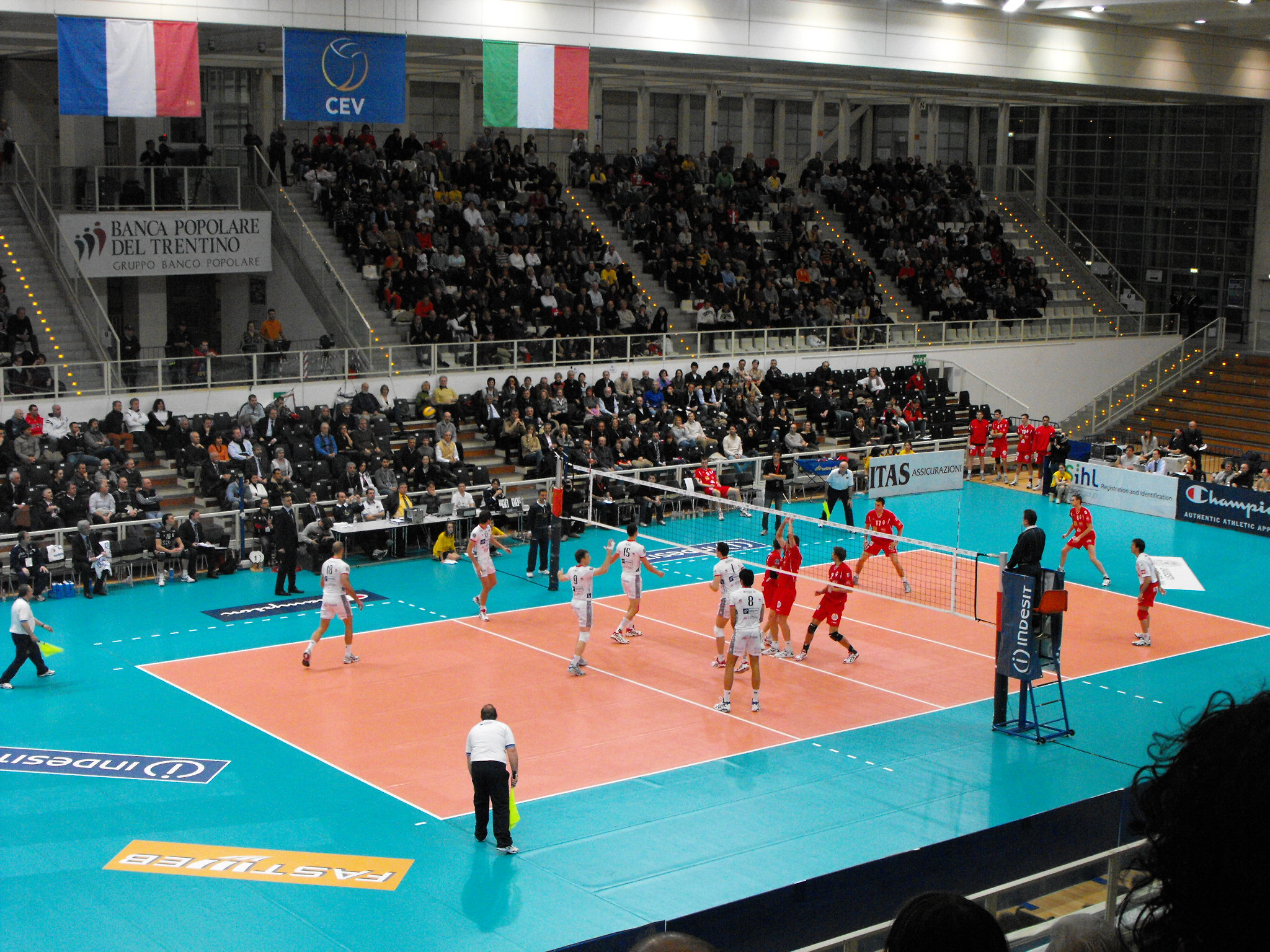
Partido entre Trento y el Beauvais en la primera fase de la Champions League de Voleibol en la temporada 2008-09

La Liga de Campeones masculina de la CEV (nombre oficial CEV Champions League) es la máxima competición europea masculina de voleibol organizada por la CEV. El ganador del campeonato participa en el Campeonato Mundial de Clubes de la FIVB junto a los campeones de los otros continentes. La competición exige un mínimo de 1500 espectadores de capacidad de estadio mientras que para la final four requiere 5000.

## Historia

### Inicios: Europa oriental al mando (1959-60 - 1979-80)
En el 1958, la Federación de Voleibol de Rumania presentó a la federación de voleibol mundial (la CEV nació solamente en 1963) el proyecto de una competición en la cual se enfrentaran los equipos más fuertes del continente, al igual que en la recién nacida Copa de Campeones de fútbol.
La primera edición de la Copa de Campeones de voleibol se disputó en la temporada 1959-60 que hubiera debido contar con dieciséis equipos provenientes de otros tantos países. Fueron invitados los campeones de las dos Alemanias, de Bélgica, Bulgaria, Checoslovaquia, Francia (cuyo campeón en la temporada 1958-59 fue un equipo de Argel, Argelia), Luxemburgo, Países Bajos, Polonia, Portugal, Rumania, Suiza, Turquía, Unión Soviética, Yugoslavia y hasta un equipo de Marruecos.
Sin embargo los neerlandés del Voorbug, emparejados con los soviéticos del VC CSKA Moscú se retiraron de la competición porque no tenían bastante dinero como para viajar hasta Moscú. Después de los octavos y cuartos de final y de las dos semifinales todos jugados en partidos de ida y vuelta, fueron los mismos soviéticos del VC CSKA Moscú en convertirse en el primer equipo campeón de Europa en derrotar en la doble final los rumanos del Rapid Bucuresti. De hecho, en las primeras cuatro ediciones se repitió esta la final con dos victorias por cada equipo.
Entre las ediciones de 1964-65 y 1970-71, fue introducido un nuevo criterio de desempate: en la eventualidad en la cual cada equipo había ganado un partido de final, se hubiera disputado un tercer encuentro en campo neutral. Se necesitó recorrer al partido de desempate en cuatro ocasiones: en tres de ellas el partido fue disputado en Bélgica (1964-65, 1967-68, 1970-71) mientras que en 1966-67 todos los encuentros se jugaron en Bucarest siendo los dos equipos finalistas el  Dinamo Bucureşti y el Rapid Bucureşti.
Desde la edición de 1971-72 se decidió disputar las fases finales en una única sede en la cual accedían los mejores cuatro equipos: la final four se disputó tanto en forma de liguilla como en el formato actual de semifinales y finales.
En las primeras veinte ediciones de la Liga de campeones, se llevaron el título solamente equipos de Europa oriental: 9 veces equipos de Unión Soviética, 4 de Rumania, 4 de Checoslovaquia, 1 de Bulgaria, 1 de Polonia y 1 de RDA. De hecho, con la excepción de las ediciones de 1963-64, 1971-72, 1977-78 el subcampeón fue un equipo de estos países también.
La racha fue interrumpida por el Pallavolo Torino que se llevó la edición de 1979-80 disputada en Ankara. A partir de esta temporada, se instauró un dominio de los equipos italianos y soviéticos/rusos que se coronaron campeones de Europa en todas la ediciones siguientes con la excepción de las de 1980-81, 2001-02, 2004-05 y 2006-07

### El dominio absoluto del CSKA Moscú y de los equipos italianos (1980-81 - 1999-2000)
Después de la final de 1980-81 disputada en Palma de Mallorca y ganada por el  Dinamo Bucureşti la década de los 80 fue dominada por los soviéticos de VC CSKA Moscú que ganaron 6 títulos entre 1981-82 y 1988-89 (4 de forma seguida entre 1985/1986 y 1988/1989) interrumpido solamente por el doblete conseguido por los italianos del Pallavolo Parma entrenados por Claudio Piazza. El último título de la década fue por el Pallavolo Modena que ganó la Copa después de perder las tres finales anteriores siendo capaz de derrotar los franceses de AS Fréjus por 3-2.
La nueva década se abrió con el último título europeo del CSKA Moscú que con 13 se ha convertido en el equipo que más títulos ha ganado. En las siguientes nueve temporadas se coronaron campeón de Europa solamente tres equipos y todos de Italia: el Porto Ravenna Volley de Daniele Ricci (entre 1991-92 y 1993-94) el Sisley Treviso de Gian Paolo Montali (1994-95) y de Daniele Bagnoli (1998-99 y 1999-00) que también había liderado el Pallavolo Modena a los títulos de 1995-96 y 1996-97. El equipo emiliano también se llevó la edición de 1997-98 derrotando por 3-0 en la final de Novi Sad los españoles de Club Voleibol Almería de Axel Mondi.

### El nuevo siglo
El nuevo siglo empezó con el cambio de denominación de la competición llamada ahora European Champions League (en 2008 mudará otra vez en el definitivo CEV Champions League) y se registró la primera victoria de un equipo francés en la historia de la competición cuando el 24 de marzo de 2001 en París el Paris Volley de se impuso por 3-2 al Sisley Treviso: por primera vez desde la temporada 1980-81 un equipo que no provenía ni de Italia ni tampoco de Unión Soviética se llevaba la Copa. El duopolio italo-ruso fue interrumpido también en las temporadas 2004-05 cuando ganó otro equipo francés, el Tours VB, y en 2006-07 cuando se coronaron campeones los alemanes del Vfb Friedrichshafen.
Además, por cuatro veces en ocho temporada equipos griegos llegaron hasta la final pero ni el Olympiacos Pireo (2001-02) ni el Iraklis Thessaloniki (2004-05, 2005-06 y 2008-09) lograron ganar la Copa.
Sin embargo los equipos de Italia y Rusia se llevaron las otras ediciones: en 2002-03 el Belogori'e Bélgorod de Gennady Shipulin se convirtió el primer equipo ruso desde la disolución de la Unión Soviética en proclamarse campeón (también lo será en 2003-04 y 2013-14) abriendo el camino al VK Zenit Kazán (en 2007-8 entrenado por Viktor Sidelnikov, en 2011-12, 2014-15, y 2015-16 por Vladimir Alekno) y al VKL Novosibirsk de Andrej Voronkov (triunfador en 2012-13). El testigo de la exitosa tradición ganadora italiana fue colgado por el Lube Macerata de Roberto Masciarelli campeón en 2001-02 y el Trentino Volley, ganador del título por tres temporadas consecutivas (2008-09, 2009-10 y 2010-11) bajo el mando de Radostin Stoytchev.

## Equipos participantes
Tienen la participación autorizada aquellos equipos que hayan quedado campeones y subcampeones (según ranking CEV) en la liga nacional de sus correspondientes países. El número exacto de participantes en la Liga de Campeones lo decide el ranking de la CEV en el cual España ocupa actualmente el decimoséptimo lugar de un total de 49. Esto significa que aún quedando campeón o subcampeón de tu liga nacional, si tu país no ocupa una posición alta en el ranking CEV, no podrás participar en dicha competición.
Los 28 equipos se dividen en 7 grupos de 4 participantes, donde cada equipo jugará 3 partidos en casa y tres fuera. Los ganadores de cada grupo y los 5 mejores segundos pasaran a la siguiente ronda, pero debido a que el equipo organizador de la Final Four de la Liga de Campeones está clasificado directamente para la ronda final, por lo tanto los 12 equipos que disputen, previo sorteo, los 6 partidos de la primera ronda de playoffs serán los 7 primeros y los 6 mejores segundos, el último equipo segundo y los 3 mejores terceros disputarán las Copa CEV.
La primera ronda de playoffs se disputará jugando un partido en casa y otro fuera. En caso de empate se disputaría en denominado GOLDEN SET. Ejemplo A y B se enfrentan, A gana en casa 3-0 o 3-1, se le otorgan 3 puntos como en liga, pero en el partido de vuelta pierde por 1-3 o 0-3, con lo cual los 3 puntos serán para el otro equipo, como existe un empate jugarían otro Set "Golden Set" adicional de 15 puntos para desempatar. En caso de que el equipo A hubiese perdido por 2-3 no sería necesario disputar el Golden Set. Ya sólo quedan 6 equipos.
De la segunda ronda de playoffs saldrán 3 equipos campeones que junto con el equipo organizador disputarán la Final Four, que se jugarán en un fin de semana, jugando el primer día las dos semifinales y el siguiente día la final y el tercer y cuarto puestos.

## Ganadores
| Año                       | Sede                      | Campeón                                             | Resultado (Sets)                                    | Subcampeón                                          |
| ------------------------- | ------------------------- | --------------------------------------------------- | --------------------------------------------------- | --------------------------------------------------- |
| Copa de Campeones         |                           |                                                     |                                                     |                                                     |
| 1959-60                   | Moscú Bucarest            | VC CSKA Moscú                                       | 3-0 1-3                                             | Rapid Bucureşti                                     |
| 1960-61                   | Moscú Bucarest            | Rapid Bucureşti                                     | 3-1 3-2                                             | VC CSKA Moscú                                       |
| 1961-62                   | Moscú Bucarest            | VC CSKA Moscú                                       | 2-3 3-1                                             | Rapid Bucureşti                                     |
| 1962-63                   | Moscú Bucarest            | Rapid Bucureşti                                     | 3-1 3-0                                             | VC CSKA Moscú                                       |
| 1963-64                   | Lipsia Zagreb             | SC Leipzig                                          | 3-1 3-1                                             | Mladost Zagreb                                      |
| 1964-65                   | Bucarest Pernik Bruselas  | Rapid Bucureşti                                     | 1-3 3-1 3-2                                         | Minjor Pernik                                       |
| 1965-66                   | Bucarest                  | Dinamo Bucureşti                                    | 3-1 3-2                                             | Rapid Bucureşti                                     |
| 1966-67                   | Bucarest                  | Dinamo Bucureşti                                    | 3-0 1-3 3-1                                         | Rapid Bucureşti                                     |
| 1967-68                   | Brno Bucarest La Louvière | Spartak Brno                                        | 1-3 3-0 3-1                                         | Dinamo Bucureşti                                    |
| 1968-69                   | Sofia Bucarest            | VC CSKA Sofia                                       | 3-0 3-2                                             | Steaua Bucureşti                                    |
| 1969-70                   | Alma-Ata Brno             | Burevestnik Alma-Ata                                | 3-0 3-1                                             | Zetor Zbrojovka Brno                                |
| 1970-71                   | Alma-Ata Brno Bruselas    | Burevestnik Alma-Ata                                | 2-3 3-1 3-2                                         | Zetor Zbrojovka Brno                                |
| 1971-72                   | Bruselas                  | Zetor Zbrojovka Brno                                | Liguilla final de 4 equipos                         | AMVJ Amstelveen                                     |
| 1972-73                   | Deurne                    | VC CSKA Moscú                                       | Liguilla final de 4 equipos                         | AKS Rzeszów                                         |
| 1973-74                   | París                     | VC CSKA Moscú                                       | Liguilla final de 4 equipos                         | Dinamo Bucureşti                                    |
| 1974-75                   | Amstelveen                | VC CSKA Moscú                                       | Liguilla final de 4 equipos                         | Zetor Zbrojovka Brno                                |
| 1975-76                   | Bruselas                  | Dukla Liberec                                       | Liguilla final de 4 equipos                         | Slavia Sofia                                        |
| 1976-77                   | Pieksämäki                | VC CSKA Moscú                                       | Liguilla final de 4 equipos                         | Dinamo Bucureşti                                    |
| 1977-78                   | Basilea                   | Płomień Milowice                                    | Liguilla final de 4 equipos                         | Voorburg                                            |
| 1978-79                   | Bruselas                  | Cervena Hvezda Bratislava                           | 3-2                                                 | Steaua Bucureşti                                    |
| 1979-80                   | Ankara                    | Klippan Torino                                      | Liguilla final de 4 equipos                         | Cervena Hvezda Bratislava                           |
| 1980-81                   | Palma de Mallorca         | Dinamo Bucureşti                                    | Liguilla final de 4 equipos                         | VC CSKA Moscú                                       |
| 1981-82                   | París                     | VC CSKA Moscú                                       | Liguilla final de 4 equipos                         | Klippan Torino                                      |
| 1982-83                   | Parma                     | VC CSKA Moscú                                       | Liguilla final de 4 equipos                         | AS Cannes                                           |
| 1983-84                   | Basilea                   | Santal Parma                                        | Liguilla final de 4 equipos                         | Mladost Zagreb                                      |
| 1984-85                   | Bruselas                  | Santal Parma                                        | Liguilla final de 4 equipos                         | Mladost Zagreb                                      |
| 1985-86                   | Parma                     | VC CSKA Moscú                                       | Liguilla final de 4 equipos                         | Santal Parma                                        |
| 1986-87                   | Bolduque                  | VC CSKA Moscú                                       | Liguilla final de 4 equipos                         | Panini Modena                                       |
| 1987-88                   | Lorient                   | VC CSKA Moscú                                       | 3-0                                                 | Panini Modena                                       |
| 1988-89                   | El Pireo                  | VC CSKA Moscú                                       | 3-1                                                 | Panini Modena                                       |
| 1989-90                   | Amstelveen                | Philips Modena                                      | 3-2                                                 | AS Fréjus                                           |
| 1990-91                   | Módena                    | VC CSKA Moscú                                       | 3-1                                                 | Maxicono Parma                                      |
| 1991-92                   | El Pireo                  | Il Messaggero Ravenna                               | 3-0                                                 | Olympiacos Pireo                                    |
| 1992-93                   | El Pireo                  | Edilcuoghi Ravenna                                  | 3-0                                                 | Maxicono Parma                                      |
| 1993-94                   | Bruselas                  | Edilcuoghi Ravenna                                  | 3-0                                                 | Maxicono Parma                                      |
| 1994-95                   | Módena                    | Sisley Treviso                                      | 3-0                                                 | Edilcuoghi Ravenna                                  |
| 1995-96                   | Bologna                   | Daytona Modena                                      | 3-1                                                 | ASV Dachau                                          |
| 1996-97                   | Viena                     | Valtur Modena                                       | 3-0                                                 | Noliko Maaseik                                      |
| 1997-98                   | Novi Sad                  | Casa Unibon Modena                                  | 3-1                                                 | Unicaja Almería                                     |
| 1998-99                   | Almería                   | Sisley Treviso                                      | 3-0                                                 | Noliko Maaseik                                      |
| 1999-00                   | Treviso                   | Sisley Treviso                                      | 3-1                                                 | VfB Friedrichshafen                                 |
| European Champions League |                           |                                                     |                                                     |                                                     |
| 2000-01                   | París                     | París Volley                                        | 3-2                                                 | Sisley Treviso                                      |
| 2001-02                   | Opole                     | Lube Banca Macerata                                 | 3-1                                                 | Olympiacos Pireo                                    |
| 2002-03                   | Milán                     | Lokomotiv Bélgorod                                  | 3-0                                                 | Kerakoll Modena                                     |
| 2003-04                   | Bélgorod                  | Lokomotiv Bélgorod                                  | 3-0                                                 | Iskra Odintsovo                                     |
| 2004-05                   | Salónica                  | Tours VB                                            | 3-1                                                 | Iraklis Salónica                                    |
| 2005-06                   | Roma                      | Sisley Treviso                                      | 3-1                                                 | Iraklis Salónica                                    |
| 2006-07                   | Moscú                     | VfB Friedrichshafen                                 | 3-1                                                 | Tours VB                                            |
| 2007-08                   | Lodz                      | VK Zenit Kazán                                      | 3-2                                                 | Copra Piacenza                                      |
| CEV Champions League      |                           |                                                     |                                                     |                                                     |
| 2008-09                   | Praga                     | Trentino Volley                                     | 3-1                                                 | Iraklis Salónica                                    |
| 2009-10                   | Lodz                      | Trentino Volley                                     | 3-0                                                 | VK Dinamo Moscú                                     |
| 2010-11                   | Bolzano                   | Trentino Volley                                     | 3-1                                                 | VK Zenit Kazán                                      |
| 2011-12                   | Lodz                      | VK Zenit Kazán                                      | 3-1                                                 | Skra Bełchatów                                      |
| 2012-13                   | Omsk                      | VKL Novosibirsk                                     | 3-2                                                 | PV Cuneo                                            |
| 2013-14                   | Ankara                    | Belogori'e Bélgorod                                 | 3-1                                                 | Halkbank Ankara                                     |
| 2014-15                   | Berlín                    | VK Zenit Kazán                                      | 3-0                                                 | AKS Rzeszów                                         |
| 2015-16                   | Cracovia                  | VK Zenit Kazán                                      | 3-2                                                 | Trentino Volley                                     |
| 2016-17                   | Roma                      | VK Zenit Kazán                                      | 3-0                                                 | Sir Safety Perugia                                  |
| 2017-18                   | Kazán                     | VK Zenit Kazán                                      | 3-2                                                 | Lube Civitanova                                     |
| 2018-19                   | Berlín                    | Lube Civitanova                                     | 3-1                                                 | VK Zenit Kazán                                      |
| 2019-20                   | Berlín                    | Edición suspendida debido a la Pandemia de COVID-19 | Edición suspendida debido a la Pandemia de COVID-19 | Edición suspendida debido a la Pandemia de COVID-19 |
| 2020-21                   | Verona                    | ZAKSA Kędzierzyn-Koźle                              | 3-1                                                 | Trentino Volley                                     |
| 2021-22                   | Liubliana                 | ZAKSA Kędzierzyn-Koźle                              | 3-0                                                 | Trentino Volley                                     |
| 2022-23                   | Turín                     | ZAKSA Kędzierzyn-Koźle                              | 3-2                                                 | Jastrzębski Węgiel                                  |
| 2023-24                   | Antalya                   | Trentino Volley                                     | 3-0                                                 | Jastrzębski Węgiel                                  |
| 2024-25                   | Lodz                      | Sir Safety Perugia                                  | 3-2                                                 | Warta Zawiercie                                     |

### Títulos por club
| Títulos | Club                   | Temporadas campeón                                                                                                  |
| 13      | VC CSKA Moscú          | 1959-60, 1961-62, 1972-73, 1973-74, 1974-75, 1976-77, 1981-82, 1982-83, 1985-86, 1986-87, 1987-88, 1988-89, 1990-91 |
| 6       | VK Zenit Kazán         | 2007-08, 2011-12, 2014-15, 2015-16, 2016-17, 2017-18                                                                |
| 4       | Pallavolo Modena       | 1989-90, 1995-95, 1996-97, 1997-98                                                                                  |
| 4       | Sisley Treviso         | 1994-95, 1998-99, 1999-00, 2005-06                                                                                  |
| 4       | Trentino Volley        | 2008-09, 2009-10, 2010-11, 2023-24                                                                                  |
| 3       | Rapid Bucureşti        | 1960-61, 1962-63, 1964-65                                                                                           |
| 3       | Dinamo Bucarest        | 1965-66, 1966-67, 1980-81                                                                                           |
| 3       | Porto Ravenna Volley   | 1991-92, 1992-93, 1993-94                                                                                           |
| 3       | Belogori'e Bélgorod    | 2002-03, 2003-04, 2013-14                                                                                           |
| 3       | ZAKSA Kędzierzyn-Koźle | 2020-21, 2021-22, 2022-23                                                                                           |
| 2       | Spartak Brno           | 1967-68, 1971-72 |
| 2       | Burevestnik Alma-Ata   | 1969-70, 1970-71 |
| 2       | Pallavolo Parma        | 1983-84, 1984-85 |
| 2       | Lube Civitanova        | 2001-02, 2018-19 |
| 1       | SC Lipsia              | 1963-64 |
| 1       | CSKA Sofia             | 1968-69 |
| 1       | Dukla Liberec          | 1975-76 |
| 1       | Płomień Milowice       | 1977-78 |
| 1       | VKP Bratislava         | 1978-79 |
| 1       | Pallavolo Torino       | 1979-80 |
| 1       | París Volley           | 2000-01 |
| 1       | Tours Volley-Ball      | 2004-05 |
| 1       | VfB Friedrichshafen    | 2006-07 |
| 1       | VKL Novosibirsk        | 2012-13 |
| 1       | Sir Safety Perugia     | 2024-25 |

### Títulos por país
Datos actualizados hasta la final de temporada 2022-23.
| País            | Títulos | Subtítulos | Clubes campeones |
| --------------- | ------- | ---------- | --- |
| Rusia           | 23      | 7          | VC CSKA Moscú (13), VK Zenit Kazán (6), Belogori'e Bélgorod (3) y VKL Novosibirsk (1)                                                                                           |
| Italia          | 21      | 17         | Pallavolo Modena (4), Sisley Treviso (4), Trentino Volley (4),Porto Ravenna Volley (3), Pallavolo Parma (2), Lube Civitanova (2), Pallavolo Torino (1) y Sir Safety Perugia (1) |
| Rumania         | 6       | 9          | Rapid Bucarest (3) y Dinamo Bucarest (3) |
| Polonia         | 4       | 5          | ZAKSA Kędzierzyn-Koźle (3) y Płomień Milowice (1) |
| República Checa | 3       | 3          | Spartak Brno (2) y Dukla Liberec (1) |
| Francia         | 2       | 3          | París Volley (1) y Tours Volley-Ball (1) |
| Alemania        | 2       | 2          | SC Lipsia (1) y VfB Friedrichshafen (1) |
| Kazajistán      | 2       | -          | Burevestnik Alma-Ata (2) |
| Bulgaria        | 1       | 2          | CSKA Sofia |
| Eslovaquia      | 1       | 1          | VKP Bratislava |
| Grecia          | -       | 5          | ----- |
| Croacia         | -       | 3          | ----- |
| Bélgica         | -       | 2          | ----- |
| Países Bajos    | -       | 2          | ----- |
| España          | -       | 1          | ----- |
| Turquía         | -       | 1          | ----- |

## Estadísticas
Para un completo resumen estadístico de la competición véase Estadísticas de la Liga de Campeones de voleibol masculino

### Final Four organizadas
A partir de la edición 1971-72
| Ed. | País            | Ciudades                                                                                                 |
| 12  | Italia          | Parma (2), Módena (2), Roma (2), Bologna (1), Treviso (1), Milán (1), Bolzano (1), Verona (1), Turín (1) |
| 5   | Polonia         | Lodz (3), Cracovia (1), Opole (1)                                                                        |
| 5   | Bélgica         | Bruselas (5)                                                                                             |
| 4   | Países Bajos    | Amstelveen (2), Deurne (1), Bolduque (1)                                                                 |
| 4   | Francia         | París (3), Lorient (1)                                                                                   |
| 4   | Grecia          | El Pireo (3), Sálonica (1)                                                                               |
| 4   | Rusia           | Belgorod (1), Moscú (1), Omsk (1)                                                                        |
| 2   | Suiza           | Basilea (2)                                                                                              |
| 2   | Turquía         | Ankara (2)                                                                                               |
| 2   | España          | Palma de Mallorca (1), Almería (1)                                                                       |
| 1   | Austria         | Viena (1)                                                                                                |
| 1   | Finlandia       | Pieksämäki (1)                                                                                           |
| 1   | Serbia          | Novi Sad (1)                                                                                             |
| 1   | República Checa | Praga (1)                                                                                                |
| 1   | Alemania        | Berlín (1)                                                                                               |
| 1   | Eslovenia       | Liubliana (1)                                                                                            |

## Jugadores con más títulos
Con 7 copas levantadas el italiano Fabio Vullo (4 con el Pallavolo Modena y 3 con el Porto Ravenna Volley) y el ruso Valeri Lossev (todas con el VC CSKA Moscú) son los jugadores que más veces han ganado la competición.